# حوضه آمراسیا

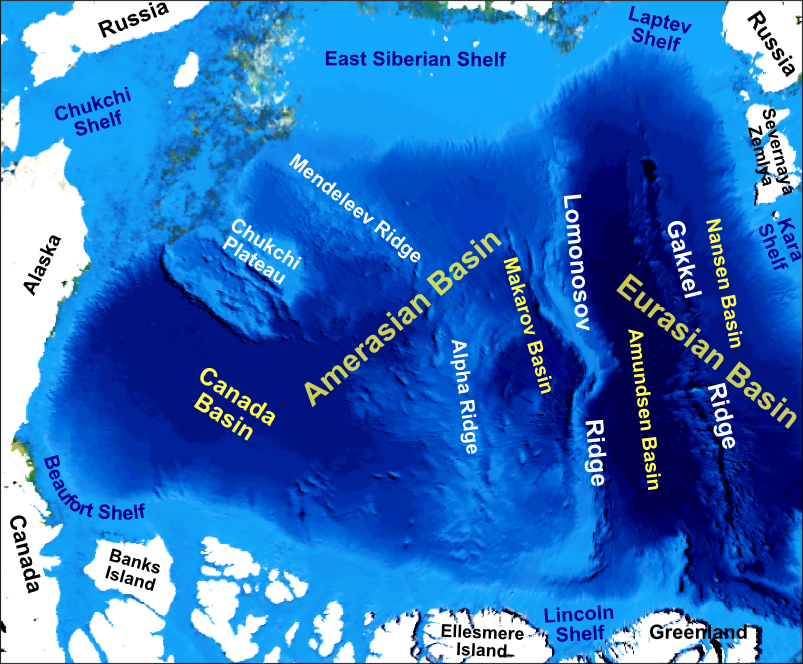
ژرفاسنجی عوارض و پدیده‌های اصلی در اقیانوس شمالگان

حوضه آمراسیا (انگلیسی: Amerasian Basin) یکی از دو حوضه اصلی تشکیل‌دهنده حوضه شمالگان در اقیانوس منجمد شمالی است که توسط پشته لومونسف از حوضه دیگر یعنی حوضه اوراسیا جدا می‌شود. این حوضه از جزیره الزمیر تا دریای سیبری شرقی گسترش دارد و توسط پشته‌های زیردریایی به حوضه کانادا (میان آلاسکا/کانادا و پشته آلفا) و حوضه ماکاروف (میان پشته‌های آلفا و لومونسف) تقسیم می‌شود. حوضه کانادا از راه تنگه برینگ به اقیانوس آرام می‌پیوندد.
فلات قاره در پیرامون حوضه آمراسیا بسیار پهناور است و میانگین عرض آن به ۳۴۲ مایل می‌رسد.